# Gennes-sur-Glaize
Gennes-sur-Glaize korábbi község Franciaország Loire mente régiójában, Maine-et-Loire megyében. 2019. január 1-jén Longuefuye korábbi községgel egyesült és Gennes-Longuefuye új község része lett.
Lakosainak száma 1004 fő (2018. január 1.). Gennes-sur-Glaize Azé, Bierné, Châtelain, Fromentières, Grez-en-Bouère és Longuefuye községekkel határos.

## Népesség
A település népességének változása:
| Lakosok száma | 986  | 986  | 1008 | 997  | 1004 |
|               | 2013 | 2015 | 2016 | 2017 | 2018 |